# Fareins
Fareins is een gemeente in het Franse departement Ain (regio Auvergne-Rhône-Alpes). Fareins telde op 1 januari 2022 2.524 inwoners.

## Geschiedenis
Op 31 december 1954 is het dorp Fareins-lès-Beauregard van de gemeente Fareins afgesplitst en toegevoegd aan Beauregard.

## Geografie
De oppervlakte van Fareins bedroeg op 1 januari 2022 8,22 vierkante kilometer; de bevolkingsdichtheid was toen 307,1 inwoners per km².
De onderstaande kaart toont de ligging van Fareins met de belangrijkste infrastructuur en aangrenzende gemeenten.

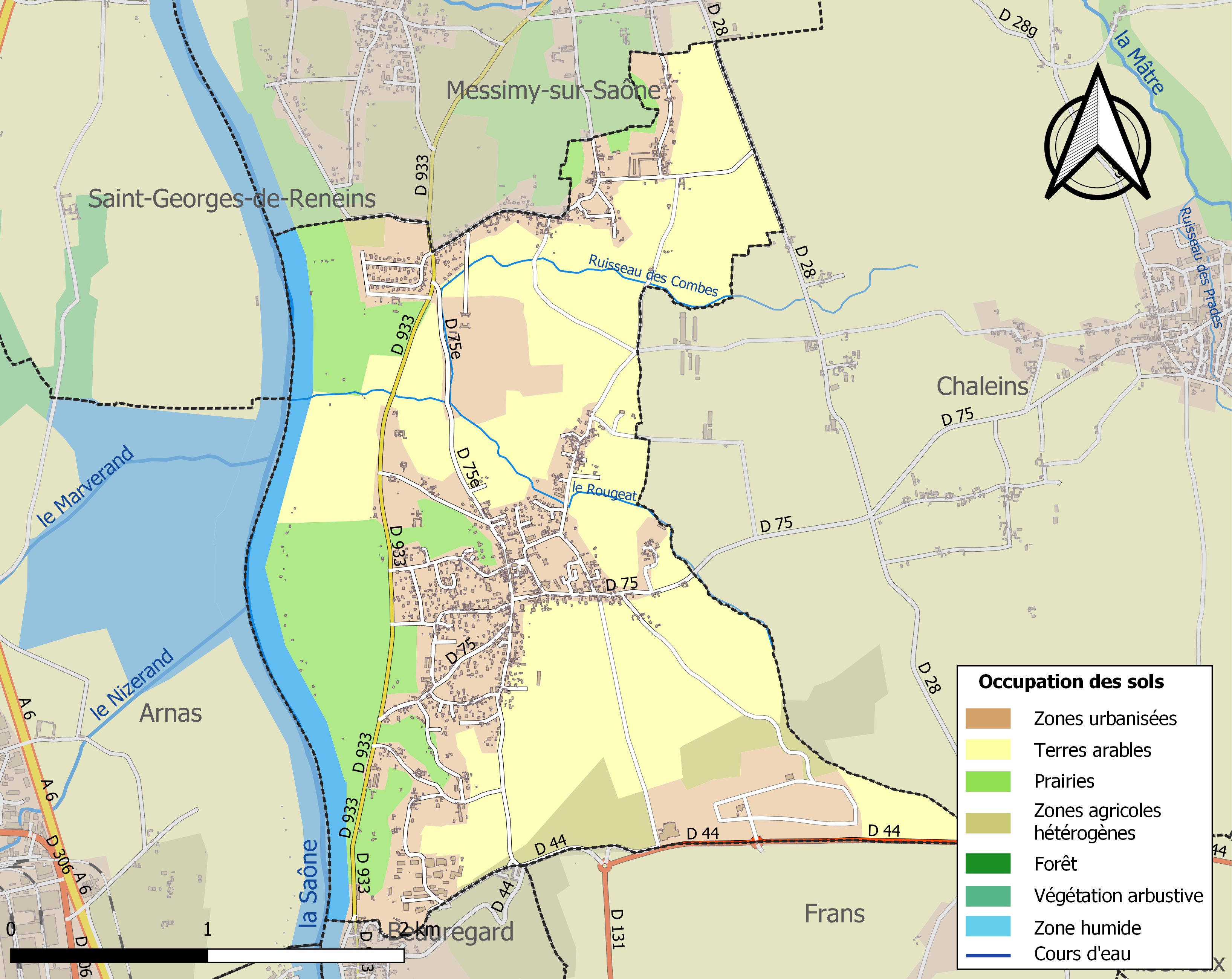

## Demografie
Onderstaande figuur toont het verloop van het inwoneraantal van Fareins vanaf 1962. De cijfers zijn afkomstig van het Frans bureau voor statistiek en bevatten geen dubbel getelde personen (volgens de gehanteerde definitie population sans doubles comptes).
Vanwege een beveiligingsprobleem met de MediaWiki Graph-software is het momenteel niet mogelijk deze grafiek weer te geven. Zodra de software is bijgewerkt zal de grafiek vanzelf weer zichtbaar worden.